# Ille-et-Vilaine
Ille-et-Vilaine (wymowaⓘ [ileviˈlɛn], bret. Il-ha-Gwilen) – francuski departament położony w północno-zachodniej części kraju, w regionie Bretania. Departament został utworzony 4 marca 1790 roku. Oznaczony jest liczbą 35. Według danych na rok 2020 liczba zamieszkującej departament ludności wynosi ponad 1,08 mln osób. 
Jego nazwa pochodzi od nazw przepływających przez jego terytorium rzek Ille i Vilaine. Prefekturą departamentu Ille-et-Vilaine jest miasto Rennes. Ille-et-Vilaine leży u nasady Półwyspu Bretońskiego. Od zachodu graniczy z dwoma innymi departamentami Bretanii: Côtes-d’Armor i Morbihan. Od południa i wschodu granica biegnie wzdłuż departamentów regionu Kraj Loary: Loara Atlantycka, Maine i Loara oraz Mayenne. Na północnym wschodzie Ille-et-Vilaine sąsiaduje z departamentem Manche w regionie Normandia.
W 2023 roku w skład departamentu wchodziły 333 gminy (lista).

## Miejscowości
Największe miejscowości departamentu (w nawiasach liczba ludności w 2021 roku):

- Rennes (225 081)
- Saint-Malo (47 323)
- Fougères (20 653)
- Bruz (19 651)
- Vitré (18 998)
- Cesson-Sévigné (17 716)
- Saint-Jacques-de-la-Lande (13 656)
- Betton (12 695)
- Pacé (11 918)
- Châteaugiron (10 518)
- Chantepie (10 232)
- Dinard (10 219)
- Saint-Grégoire (9837)
- Le Rheu (9535)
- Redon (9312)
- Guichen (8995)
- Thorigné-Fouillard (8582)
- Janzé (8570)
- Liffré (8507)
- Chartres-de-Bretagne (8237)
- Vern-sur-Seiche (8233)
- Mordelles (7658)
- Noyal-Châtillon-sur-Seiche (7631)
- Bain-de-Bretagne (7570)
- Châteaubourg (7512)
- Melesse (7260)
- Guipry-Messac (7202)